# Universal Century
Universal Century (abbreviato UC) è la prima e più sviluppata cronologia della metaserie di anime Gundam.
L'Universal Century inizia con la migrazione di esseri umani nello spazio, dopo la costruzione delle prime colonie spaziali nell'area di Side 1. È la cronologia principale di Gundam a cui appartengono la maggior parte delle produzioni animate o dal vivo realizzate dal 1979.
La scienza dell'Universal Century è verosimile ed implica concetti scientifici reali, inclusi i punti di Lagrange nello spazio, il cilindro di O'Neill come ambiente in cui vivere e la produzione di energia dal ciclo di fusione dell'Elio-3. Del tutto fantasiosa è invece l'ipotesi delle "particelle Minovsky" e della fisica collegata.

## Opere secondo la cronologia dell'UC
- Mobile Suit Gundam The Origin (Gennaio, UC 0068 - 0079)
- Mobile Suit Gundam MS IGLOO: The hidden One Year War (Gennaio, UC 0079)
- Mobile Suit Gundam MS IGLOO: Apocalypse 0079 (UC 0079)
- Mobile Suit Gundam MS IGLOO: Gravity Front (UC 0079)
- Gundam: Requiem for Vengeance (UC 0079)
- Mobile Suit Gundam (Settembre-Dicembre, UC 0079)
- Mobile Suit Gundam: The 08th MS Team (Ottobre, UC 0079)
- Mobile Suit Gundam: The 08th MS Team - Miller's report (UC 0079)
- Mobile Suit Gundam 0080: War in the Pocket (Dicembre, UC 0079 – Gennaio, UC 0080)
- Gundam the Ride: A Baoa Qu (Dicembre, UC 0079)
- Mobile Suit Gundam Thunderbolt (UC 0079)
- Mobile Suit Gundam 0083: Stardust Memory (UC 0083)
- Mobile Suit Zeta Gundam (UC 0087 – 0088)
- Gundam Neo Experience 0087: Green Divers (UC 0087)
- Mobile Suit Gundam ZZ (UC 0088 – 0089)
- Mobile Suit Gundam: Il contrattacco di Char (UC 0093)
- Mobile Suit Gundam Unicorn (UC 0096)
- Mobile Suit Gundam Narrative (UC 0097)
- Mobile Suit Gundam Hathaway (UC 0105)
- Mobile Suit Gundam F91 (UC 0123)
- Mobile Suit Victory Gundam (UC 0153)
- G-Saviour (UC 0223)

## Opere in ordine di pubblicazione
- Mobile Suit Gundam (serie TV: 1979; 3 film riassuntivi: 1981-1982)
- Mobile Suit Zeta Gundam (serie TV: 1985; 3 film riassuntivi: 2005-2006)
- Mobile Suit Gundam ZZ (serie TV: 1986)
- Mobile Suit Gundam: Il contrattacco di Char (film: 1988)
- Mobile Suit Gundam 0080: War in the Pocket (OAV: 1989)
- Mobile Suit Gundam F91 (film: 1991)
- Mobile Suit Gundam 0083: Stardust Memory (OAV: 1991; 1 film riassuntivo: 1992)
- Mobile Suit Victory Gundam (serie TV: 1993)
- Mobile Suit Gundam: The 08th MS Team (OAV: 1996)
- Mobile Suit Gundam: The 08th MS Team - Miller's report (film: 1998)
- Gundam the Ride: A Baoa Qu (minifilm per un parco divertimenti: 2000)
- G-Saviour (film dal vivo e in CG per la TV: 2000)
- Gundam Neo Experience 0087: Green Divers (cortometraggio in formato speciale IMAX 2001)
- Mobile Suit Gundam MS IGLOO: The hidden One Year War (OAV in CG: 2004)
- Mobile Suit Gundam MS IGLOO: Apocalypse 0079 (OAV in CG: 2006)
- Mobile Suit Gundam MS IGLOO: Gravity Front (OAV in CG: 2008-2009)
- Mobile Suit Gundam Unicorn (OAV: 2011-2012)
- Mobile Suit Gundam Thunderbolt (OAV: 2015-2017; 2 film riassuntivi: 2016-2017)
- Mobile Suit Gundam The Origin (OAV: 2015-2018)
- Mobile Suit Gundam: Twilight AXIS (ONA: 2017)
- Mobile Suit Gundam Narrative (film: 2018)
- Mobile Suit Gundam Hathaway (film: 2021)
- Gundam: Requiem for Vengeance (ONA: 2024)

## Cronologia
In un appunto di pre-produzione Yoshiyuki Tomino, l'autore di Gundam, scrisse che la prima serie si sarebbe svolta nel 2066 del nostro calendario. Comunque, un timbro stampa la data del "2079" nell'episodio 26 della prima serie di Gundam (Mobile Suit Gundam), mentre un altro stampa la data del "2087" nell'episodio 8 di Mobile Suit Zeta Gundam, portando così ad una data iniziale individuata nel 2001 d.C. Queste date non furono incluse nelle versioni cinematografiche della serie e sono successivamente state contraddette da lavori non scritti da Tomino.
Un giornale mostrato nell'ultimo episodio dell'OAV Mobile Suit Gundam 0080: War in the Pocket scritta da Hiroyuki Yamaga della Gainax mostra la data di "Lunedì, 14 gennaio, 0080". In base a questa data l'Universal Century può iniziare in diversi specifici anni, tra cui il 2053, 2081, 2109 e 2149. Nella cronologia dell'Universal Century l'ultima data registrata con il sistema dell'Anno Domini è il 2045 d.C., portando all'idea che l'Universal Century sia iniziato subito dopo. Alcune fonti non ufficiali riportano quindi l'UC 001 come equivalente al 2046 d.C. (o anche al 2045 d.C.), ma l'analisi del materiale ufficiale coerente porta ad ipotizzare necessariamente la presenza di un ulteriore lasso di tempo trascorso con il sistema dell'Anno Domini: infatti, tra l'inizio della costruzione delle prime colonie orbitali, datato 2045 d.C., ed i primi stanziamenti civili sulle stesse, con cui si ha l'introduzione del nuovo calendario, non possono intercorrere verosimilmente meno di una decina di anni. Pertanto il primo anno del calendario dell'Universal Century viene dedotto sul sito ufficiale di Gundam degli Stati Uniti, come il 2055, il 2081, il 2109 o possibilmente anche più tardi, cosicché l'UC 0079 corrisponderebbe al 2133, 2159, 2187 o ancora più avanti.
Dalla metà degli anni novanta le nuove cronologie ufficiali dell'Universal Century hanno evitato l'inclusione di date dell'Anno Domini precedenti l'UC 0001. Quelle che seguono sono le date precedentemente pubblicate con le cronologie dell'Universal Century:
- 4 aprile 1957

L'Unione Sovietica lancia il primo satellite artificiale, lo Sputnik 1.
- 12 aprile 1961

L'Unione Sovietica lancia il primo satellite spaziale con equipaggio umano, il Vostok 1.
- 20 luglio 1969

L'Apollo 11 statunitense atterra con successo sulla Luna.
- 1969

Il dottor G. K. O'Neill e altri annunciano il concetto di colonia spaziale.
- anni novanta

In ogni regione del mondo scoppiano dispute di confine e conflitti regionali.
- 1999

Nasce la Federazione Terrestre. Viene annunciato il programma di colonizzazione spaziale.
- 2005

La prima centrale solare orbitale viene lanciata in orbita con successo.
- 2009

Vengono create le Forze Federali Terrestri.
- 2026

La Jupiter Energy Fleet viene lanciata dall'orbita lunare.
- 2045

Inizia la costruzione delle prime colonie spaziali.